# Jim Boyce
Jim Boyce (Belfast, 21 de março de 1944) é o atual vice-presidente da Federação Internacional de Futebol (FIFA). Ele assumiu o cargo em 2011, após a saída conturbada de Jack Warner, devido à escândalos de corrupção. Ele também é o presidente da Irish Football Association, o órgão de futebol da Irlanda do Norte.